# E1 (潜水艦)
E1 (HMS E1) はイギリス海軍の潜水艦。E級。

## 艦歴
チャタム工廠で建造。1911年2月14日起工。1912年11月9日進水。1913年5月6日就役。建造費用10万1700ポンド。
第一次世界大戦中E1はバルト海のイギリス潜水隊に属していた。
E1はE5と共に、バルト海へ潜水艦を送り込む前段階としてスカゲラク海峡を偵察した。それから、1914年10月15日にE2とE9がゴーレストン (Gorleston) から出航し、バルト海への進入に成功した。10月18日、E1はキール湾で装甲巡洋艦フュルスト・ビスマルクを攻撃したが失敗に終わった。1915年8月19日、リガ湾の戦いの最中E1はドイツの巡洋戦艦モルトケを雷撃して損傷させた。
1918年4月3日、フィンランド湾のハーマヤ島 (Harmaja) 沖でドイツ軍による捕獲を避けるため自沈した。